# Nonnettes de Remiremont
Les nonnettes de Remiremont sont une spécialité pâtissière originaires de Remiremont dans les Vosges et ressemblant à des pains d'épices bombés nappés par un glaçage.

## Origine
D'après Daniel Chaboisier, les nonnettes de Remiremont sont apparues au 18e siècle au couvent des chanoinesses de Remiremont. Les premières traces écrites remontent au Cannaméliste français en 1751, par Joseph Gilliers, chef d'office de Stanislas Leszczynski,. En 1875, elles sont citées comme étant un produit phare de la gastronomie lorraine par Jules Renauld dans L'office du roi de Pologne et les mets nationaux lorrains.
Cette pâtisserie est ensuite redécouverte, au début du 20e siècle, par Gilbert Quirin, un pâtissier romarimontain, en suivant la recette des chanoinesses. Ses descendants ont poursuivi la fabrication des nonnettes jusqu'à aujourd'hui.

## Ingrédients
La pâte des nonnettes contient notamment du miel de sapin des Vosges et de la cannelle.

## Service
Elles peuvent être consommées toute la journée. En boisson d'accompagnement, Henri Bourgin recommande du gewurztraminer vendanges tardives ou du thé aux épices.

## Commercialisation
D'après Daniel Chaboisier, dans leur conditionnement de 15, 20 ou 30 pièces, elles peuvent se conserver près de 6 mois.